# محاصره زریگوردون
محاصره زریگوردون (انگلیسی: Siege of Xerigordos)، نبردی است در سال ۱۰۹۶ توسط ۶ هزار آلمانی که به جنگ صلیبی عوام‌الناس پیوسته بودندُ در زریگوردون در نزدیکی نیقیه با سلجوقیان روم به رهبری ارسلان یکم درگرفت که با پیروزی قاطع نیروهای ترک همراه بود.

## پیش‌زمینه
دلایل وقوع جنگ‌های صلیبی و به‌طور ویژه نخستین جنگ صلیبی به صورت گسترده‌ای میان مورخان مورد گفتگو قرار گرفته‌است. در حالی که ممکن است در مورد کم و کیف وقوع این جنگ‌ها بین مورخان اختلاف باشد اما آنچه روشن است این است که وقوع نخستین جنگ صلیبی ناشی از ترکیبی از عوامل مؤثر در اروپا و خاورمیانه است که منشأ آن وضعیت سیاسی دنیای مسیحی کاتولیک از جمله وضعیت سیاسی و اجتماعی در اروپای سدهٔ ۱۱، پیدایش جنبش اصلاحی در نهاد پاپ و کلیسا، و نیز رودررویی نظامی و مذهبی مسیحیت و اسلام در شرق (نبرد ملازگرد)، است.
مسیحیت در دورهٔ ژوستلین در سراسر امپراتوری روم پذیرفته و رسمیت یافت، اما در سدهٔ هفتم تا هشتم با ظهور و قدرت‌یابی خلافت راشدین و خلافت اموی که منجر به فتح سوریه، مصر و شمال آفریقا — که قسمت بزرگی از امپراتوری مسیحی بیزانس بود — و همچنین تسخیر اسپانیا که تحت فرمانروایی پادشاهی ویزیگوت بود، زمینه‌های برخورد اولیه با حکومت‌های مسیحی فراهم آمد. اما با ضعف دولت اسلامی، سرانجام امپراتوری اموی در شمال آفریقا فروریخت و تعدادی پادشاهی کوچک مسلمان پدیدار شدند، مانند حکومت اغلبیان که در سدهٔ نهم میلادی به تحرکات خود علیه دول اروپایی-مسیحی ادامه دادند. دول پیزا، جنوا و شاهزاده‌نشین کاتالونیا در جواب تهاجمات نیروهای مسلمان، نبردهایی را برای کنترل حوضهٔ مدیترانه علیه این پادشاهی‌های مسلمان، آغاز کردند، که برای نمونه می‌توان از لشکرکشی به مهدیه و نبرد در مایورکا و ساردینیا نام برد.
در میان سال‌های ۱۰۹۶ تا ۱۱۰۱، یونانی‌های بیزانسی ورود صلیبیون را در سه موج جداگانه به داخل قسطنطنیه تجربه کردند. در ابتدای تابستان ۱۰۹۶، گروه پرتعداد و آشفته‌ای از صلیبیون به خارج از دیوارهای قسطنطنیه رسیدند. طبق گزارش‌ها، این موج فاقد انضباط نظامی و تجهیزات کافی مورد نیاز یک سپاه برای حمله یا تسخیر منطقه‌ای بودند. این گروه نخستین را، معمولاً جنگ صلیبی عوام‌الناس یا جنگ‌صلیبی مردم نامیده‌اند که بوسیلهٔ پیتر راهب و والتر فقیر فرماندهی می‌شد.
موج دوم نیز همانند موج اول، فاقد رهبرانی همچون پادشاهان اروپایی بود که این موج همراه با فرماندهانشان تشکیل و حرکت خود را به سمت شرق آغاز کردند. تعداد این گروه و نخستین موج روی هم رفته، ۶۰٬۰۰۰ تن تخمین زده می‌شود.
موج دوم توسط اوگ یکم، کنت ورماندو؛ برادر فیلیپ یکم، پادشاه فرانسه رهبری می‌شد. همچنین ریموند چهارم، کنت تولوز و سپاهی از پروانسی‌ها در موج دوم شرکت داشتند. «این موج دوم از صلیبیونی بود که از میان آسیای کوچک گذر کردند و انطاکیه را در ۱۰۹۸ تصرف و سرانجام اورشلیم را در ۱۵ ژوئیه ۱۰۹۹ تسخیر کردند.»
موج سوم، مرکب از گروه‌هایی از لمباردی، فرانسه و باواریا بود که در ابتدای تابستان ۱۱۰۱ به اورشلیم رسیدند.

## پیش از جنگ

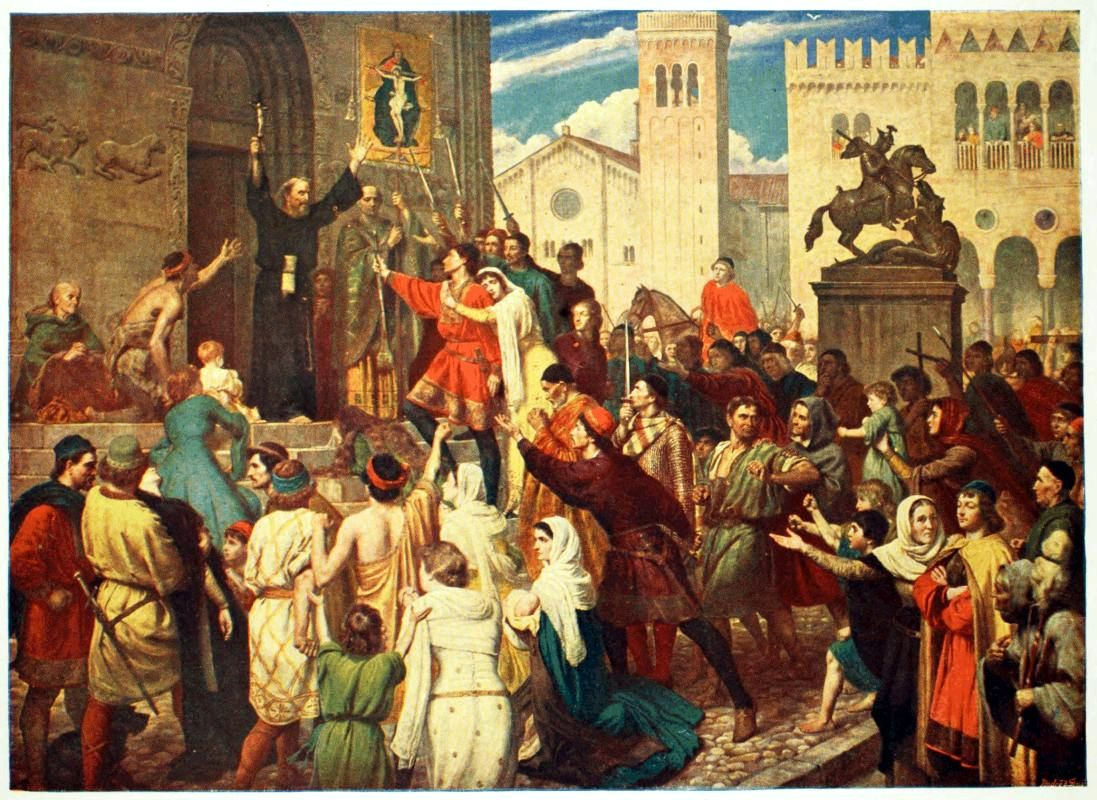
پطورس زاهد در حال موعظه مسیحیان برای شرکت در جنگ

پس از سخنرانی پاپ و به دستور وی، عده‌ای از کشیشان و راهبان در غرب اروپا شروع به تبلیغ و تهییج و تشویق مردم به شرکت در جنگ کردند. مشهورترین آن‌ها پطروس، روبر آربرسیلی و والتر بودند. بر اثر تبلیغات و مواعظ کشیشان، مردم عادی از جمله کشاورزان و بردگان و حتی کسانی که کارشان دزدی و راهزنی بود به دعوت پاپ پیوستند. برخی نیز زنان و کودکان را همراه آوردند و ۱۵ هزار نفر بدون کوچک‌ترین ابزار و تدارک جنگی و آگاهی از نظم سپاهیگری از مارس تا اکتبر ۱۰۹۶ به همراه پطروس زاهد از غرب اروپا به سوی اراضی مقدس در شرق به راه افتادند و کسانی نیز در میانه راه با آن‌ّا همراه شدند و سرانجام پس از عبور مناطق فرانسوی وارد منطقه راینلاند و ایالت کلونی شدند.
والتر با چند هزار نفر فرانسوی، پس از عید پاک، در مارس ۱۰۹۶، بدون درنگ در کولونی، از مجارستان و بلغارستان گذشتند و برای تأمین مایحتاج خود به تاراج آبادی‌ها دست زدند و مرتکب فجایعی بسیار در طول مسیرشان شدند. این کارها، البته پیامدهای منفی نیز داشت و به درگیری کشید و شمار زیادی از افراد والتر در بلگراد کشته و عده‌ای نیز در یک کلیسا سوزانده شدند. سرانجام، والتر سفر را ادامه داد و در در مه یا ژوئیه ۱۰۹۶، او و همراهانش به حومه قسطنطنیه رسیدند و در همان‌جا به‌توصیه آلکسیوس کومننوس، امپراتور بیزانس (روم‌شرقی)، اردو زدند و منتظر افراد و لشکر پطروس منزوی ماندند.
سپاه پطروس منزوی که به آن «ارتش خدا» می‌گفتند و در گزارشی‌مبالغه‌آمیز ۰۰۰، ۱۸۰ نفر بودند. از کولونی، حرکت کرد و از سرزمین مجارستان گذشت و ژوئن۱۰۹۶ به‌شهر زمون واقع در مرز مجارستان با روم‌شرقی‌رسید. این شهر همان‌جا بود که شماری از افراد والتر در آن‌جا کشته شده بودند، از این‌رو در پی یک مشاجره کم‌اهمیت، نبردی خونین درگرفت. چهار هزار نفر از مردم این شهر به خونخواهی کشته شده‌های گروه والتر به قتل‌رسیدند، آن‌ها شهر را نیز غارت‌کردند. سپاهیان پطروس منزوی سپس به سرزمین روم شرقی وارد شدند، بلگراد را غارت‌کردند و به آتش کشیدند و شهر نیش در قلب بالکان را ویران‌کردند که‌همین‌امر باعث خشم فرماندار شهر شد و به سپاهیانش دستور داد آن‌ها را سرکوب و تارومار کنند. پطروس پس از این شکست، با باقیمانده سپاهش به راه خود ادامه داد و به صوفیه رسید و در آن‌جا اردو زد، فرستادگان امپراتور به نزدش آمدند و از او تعهد گرفتند که بیش از سه روز در شهرهای امپراتوری اقامت نکند، در مقابل آنان نیز وعده تأمین غذای سپاهیانش را دادند. سپاه پطروس منزوی سرانجام در اول اوت به حومه قسطنطنیه رسید.

## جنگ
امپراتور در ملاقات با پطروس دریافت که او و سپاهیانش بسیار بی‌تجربه‌اند، از این رو به آنان توصیه کرد که تا رسیدن سپاه امیران و تیولداران اروپا صبر کنند ولی این توصیه کارگر نیفتاد، چرا که نفوذ پطروس رو به کاهش بود چون افراد وی به غارت و تجاوز و تعرض به مردم پایتخت و آبادی‌های مجاور دست‌زدند، امپراتور ناگزیر آنان‌را از بسفور عبور داد و به اردوگاه سیوتوت (کیبوتوس)، نزدیک شهر هلنوپولیس در کرانه جنوبی خلیج نیکومدیا (اِزمیت)، منتقل کرد. گروه والتر (فرانسوی‌ها)، که اینک مردمی از ژرمن‌ها و ایتالیایی‌ها نیز با آن‌ها همراه شده بودند، همگی به سپاه پطروس منزوی پیوستند. در نیمه سپتامبر صلیبیان فرانسوی با پیش‌رفتن تا دروازه‌های نیقیه (ازنیق)، پایتخت قلیچ ارسلان سلجوقی، به غارت روستاها و آبادی‌های اطراف و کشتار ساکنان آن‌ها که مسیحی بودند دست زدند. به فاصله اندکی، ژرمن‌ها و ایتالیایی‌ها (بالغ‌بر ۶ هزار نفر) نیز به فرماندهی رینالد لومباردی دژ مستحکم زریگوردون/ زیریگوردوس را که‌جزو قلمرو سلجوقیان‌بود، تصرف‌کردند و آن را قرارگاه‌خود ساختند.
در پی این تجاوز آشکار، قلیچ ارسلان با سپاهی مجهز، به مقابله برخاست و قلعه‌را پس‌از هشت‌روز محاصره، باز پس گرفت و ژرمن‌ها را قلع‌و قمع‌کرد و رینالد و شمار زیادی را به‌اسارت گرفت. پطروس منزوی به قسطنطنیه رفت تا از امپراتور کمک گیرد اما هرگز بازنگشت. ترکان سپس تله‌هایی در کنار رود و روستای دراکون برای سپاهیان والتر و سایر لشکریان عوام قرار دادند و بیش‌تر آنان‌از جمله والتر در ۲۱ اکتبر ۱۰۹۶ کشته شدند. بازماندگان این گروه با کمک کشتی‌های بیزانسی به قسطنطنیه بازگشتند و در حومه شهر اسکان یافتند. بدین‌ترتیب، حمله‌عوام با تلفات انسانی بسیار، به شکست انجامید. پس‌از عزیمت پطروس منزوی، سه‌لشکر از ژرمن‌ها به رهبری مردی نه‌چندان مشهور به نام فولکمار (۱۲هزار نفر)، گوتشالک، از مریدان پطروس (پانزده‌هزار نفر) و یکی‌از اشراف‌زادگانِ مشهور به یاغی گری به‌نام امیش (۱۵هزار نفر) راهی مشرق زمین شدند ولی بر اثر جنایاتی هولناک که از ابتدای حرکت دربارهٔ یهودیان انجام دادند و نیز به سبب غارتگری و ایجاد ناامنی، پس از رسیدن به مجارستان سرکوب شدند.

## پس از جنگ
پس از پایان جنگ صلیبی عوام، پاپ از شاهزادگیان و بزرگان غرب اروپا برای شرکت در جنگ صلیبی برای فتح اراضی مقدس دعوت کرد و پس از مدتی ۴ ارتش برای حرکت به سمت شرق آماده شد. چهار سپاه اصلی صلیبی طبق زمان تعیین شده، در اوت ۱۰۹۶، اروپا را ترک کردند. آن‌ها مسیرهای مختلفی را به سوی قسطنطنیه برگزیدند و در بیرون دیوارهای شهر در بین نوامبر ۱۰۹۶ و آوریل ۱۰۹۷، گرد آمدند؛ اوگ ورماندو، نخستین کسی بود که به آنجا رسید، پس از او گادفری، ریموند و بوهموند نیز از راه رسیدند. در این هنگام، امپراتور الکسیوس از آمادگی بیشتری در مقابل صلیبی‌ها برخوردار بود و همچنین حوادث خشونت‌بار کمتری در طول مسیر روی داد.